# Fireproof
Fireproof is een Amerikaanse film uit 2008 van Sherwood Pictures en geregisseerd door Alex Kendrick.
Bij deze film verscheen tegelijkertijd het boek The love dare van Stephen en Alex Kendrick dat vertaalt werd in maart 2009 door Michiel Welmers.

## Verhaal
Brandweerman Caleb Holt en zijn vrouw Catherine leven langs elkaar heen. Caleb redt in zijn dagelijks leven regelmatig mensen en leeft volgens de erecode van een brandweerteam: laat nooit je partner achter! Daarentegen geldt dat voor zijn privéleven niet. Het huwelijk van Caleb en Catherine kent grote spanningen omdat het paar geen tijd heeft voor elkaar. Onbegrip en egoïsme gaan hand in hand tot het grote woord klinkt: een scheiding wordt gepland. Een gesprek met zijn pas tot geloof gekomen vader John (Harris Malcom) doet Caleb besluiten om een uitdaging aan te gaan om 40 dagen lang aan de hand van een boek (The Love Dare) zijn huwelijk proberen te redden en te investeren in zijn relatie. Caleb begint The Love Dare halfslachtig en ziet de taken meer als een checklist dan als outreach, totdat Catherine tegen het einde Caleb confronteert (na het ontdekken van zijn Love Dare-dagboek) en hij onthult haar dat hij de uitdaging heeft voltooid, maar nog steeds de richtlijnen volgt. De film eindigt met Caleb en Catherine die hun huwelijksgeloften vernieuwen.

## Rolbezetting
| Acteur        | Personage       |
| ------------- | --------------- |
| Kirk Cameron  | Caleb Holt      |
| Erin Bethea   | Catherine Holt  |
| Harris Malcom | John            |
| Ken Bevel     | Michael Simmons |
| Alex Kendrick | pastor Strauss  |

## Soundtrack
De soundtrack van de film voor Fireproof werd uitgebracht op 14 juli 2009. Het bevat liedjes van christelijke groepen en artiesten, zoals Casting Crowns en Third Day, evenals hoogtepunten van de film, gecomponeerd door Mark Willard.
1. "Brighter Days" – Leeland (3:44)
2. "This is Who I Am" – Third Day (2:32)
3. "On the Tracks" (6:08)
4. "The Love Dare" (1:02)
5. "Slow Fade" – Casting Crowns (4:40)
6. "Not Good Enough" (1:00)
7. "What You Don't Have" (2:37)
8. "House Fire" (6:01)
9. "While I'm Waiting" – John Waller (4:52)
10. "Temptation" (2:52)
11. "The Apology" (2:43)
12. "Personal Sacrifice" (3:48)
13. "You Belong to Me" – Grey Holiday (1:50)
14. "She Did It To Me" (1:50)
15. "Love Is Not a Fight (Movie Version)" – Warren Barfield (4:28)
16. Bonus Track: "While I'm Waiting" (Fireproof Remix) – John Waller (4:49)